# 16185 Allisonjia
A 16185 Allisonjia (ideiglenes jelöléssel (16185) 2000 AH164) a Naprendszer kisbolygóövében található aszteroida. A LINEAR projekt keretében fedezték fel 2000. január 5-én.